# Centre de transmissions de la Marine nationale de La Régine
Le Centre de transmissions de la Marine nationale de La Régine est une station d'émission radio, en très basse fréquence (VLF) utilisée par les forces sous-marines de la Marine nationale française pour transmettre des informations et ordres aux sous-marins.

## Situation
Le centre de transmissions est situé dans la commune de Villemagne dans le département de l' Aude en Occitanie
Il se trouve à l'extrémité ouest du Parc naturel régional du Haut-Languedoc.

## Infrastructures

### Pylône
L'émetteur VLF est perché à 330 mètres au-dessus du sol.
La tour est un mât haubané en treillis  métallique.